# Tenasjön
Tenasjön är en av två insjöar strax öster om Vittinge i Heby kommun i Uppland och ingår i Norrströms huvudavrinningsområde. Sjön har en area på 0,441 kvadratkilometer och ligger 66,1 meter över havet. Tenasjön har en badplats vid sjöns norra strand.. Det ska finnas flodkräftor i sjön.

## Delavrinningsområde
Tenasjön ingår i delavrinningsområde (662851-157219) som SMHI kallar för Mynnar i Örsundaån. Medelhöjden är 51 meter över havet och ytan är 88,7 kvadratkilometer. Räknas de 2 avrinningsområdena uppströms in blir den ackumulerade arean 150,02 kvadratkilometer. Skattmansöån som avvattnar avrinningsområdet har biflödesordning 4, vilket innebär att vattnet flödar genom totalt 4 vattendrag innan det når havet efter 105 kilometer. Avrinningsområdet består mestadels av skog (47 procent) och jordbruk (41 procent). Avrinningsområdet har 1,21 kvadratkilometer vattenytor vilket ger det en sjöprocent på 1,4 procent.